# Bucket Filling Game
Bucket Filling Game è il primo videogioco multigiocatore visualizzabile in un televisore mai creato. È stato realizzato da Ralph H. Baer, ingegnere di origini tedesche, e da Bill Harrison, tecnico elettronico, e la prima partita è stata giocata il 15 maggio 1967.
Il gioco, realizzato in un laboratorio di Sanders Associates nel New Hampshire, vedeva lo schermo diviso in 2 metà: quella superiore era di colore nero mentre quella inferiore era di colore blu. Baer aveva realizzato una pellicola adesiva che andava applicata sullo schermo del televisore e che rappresentava il profilo di un secchio: l'idea del gioco era quella di far competere 2 giocatori con il primo che doveva idealmente pompare l'acqua nel secchio mentre il secondo che doveva pomparla fuori. I giocatori interagivano con il gioco mediante un pulsante a loro disposizione: premendo quello per riempirlo la parte blu dello schermo saliva di una riga mentre premendo quello per svuotarlo aumentava verso il basso la parte nera. Qualche tempo dopo gli stessi autori realizzarono la cosiddetta Brown Box, un prototipo di videogioco più avanzato che in seguito sarebbe stato commercializzato come Magnavox Odyssey, la prima console per videogiochi casalinga mai messa in commercio.